# Марк Фослий
Вижте пояснителната страница за други личности с името Марк Фослий Флакцинатор.
Марк Фослий Флакцинатор (на латински: Marcus Foslius Flaccinator; 420 – 397 пр.н.е.) e политик на Римската република през 5 и 4 век пр.н.е.
През 390 пр.н.е. той става понтифекс максимус.